# Der verwandelte Wald
Der verwandelte Wald ist ein Kinderbuch von Rainer Sacher, das von ihm geschrieben und illustriert wurde. Die Idee stammt von Alfred Könner.
Das Buch erschien 1976 in der ersten Auflage im Altberliner Verlag in der Schlüsselbuch-Reihe.

## Inhalt
In dem Buch wird Holz als Rohstoff vorgestellt. Auf sechs Doppelseiten wird dabei der Weg des Holzes aus dem Wald zum verarbeiteten Produkt gezeigt. Die Seiten sind dabei detailreich illustriert. Die erste Doppelseite zeigt einen intakten Wald mit zahlreichen Tier-, Pilz- und Pflanzenarten. Auf der nächsten Doppelseite werden Aufgaben der Forstwirtschaft am Lebenszyklus des Waldes gezeigt: Roden, Aufzucht in Baumschulen, Ausbringen von Setzlingen, Pflege und Schutz von Bäumen. Auf den beiden folgenden Doppelseiten sind Forstschädlinge und ihre natürlichen Feinde abgebildet sowie die Holzernte mit den ersten Bearbeitungsschritten im Sägewerk. Die beiden letzten Doppelseiten zeigen die Verarbeitung und Nutzung des Holzes. Dabei wird eine kleine Schreinerwerkstatt einer großen holzverarbeitenden Fabrik mit modernen Maschinen gegenübergestellt. Zusätzlich wird die Nutzung als Brennholz im Winter sowie die Verarbeitung bei einem Instrumentenbauer gezeigt.
Auf die illustrierten Doppelseiten folgt jeweils eine Doppelseite, auf der mit weiteren kleinen Bildern das Thema weitergehend vorgestellt wird. Auf den beiden Buchdeckelinnenseiten werden Blätter und Früchte von einheimischen Bäumen dargestellt.